# Невидљиви кавез
Невидљиви кавез (шп. Jaula) шпански је психолошки трилер из 2022. године у режији Игнасија Татаја. Главну улогу тумачи Елена Анаја.

## Радња
Након што брачни пар пронађе истраумирану девојчицу, супруга Паула мора дешифровати њено чудно понашање како би открила њен идентитет и мрачну прошлост.

## Улоге
| Глумац         | Улога    |
| -------------- | -------- |
| Елена Анаја    | Паула    |
| Пабло Молинеро | Симон    |
| Карлос Сантос  | Едуардо  |
| Ева Лорач      | Маите    |
| Естер Асебо    | Клаудија |
| Елој Азорин    | Белтран  |
| Ева Тенер      | Клара    |
| Мона Мартинез  | Арана    |
| Соња Алмарча   | Глорија  |